# 699. grenadirski polk (Wehrmacht)
699. grenadirski polk (izvirno nemško 699. Grenadier-Regiment; kratica 699. GR) je bil pehotni polk Heera v času druge svetovne vojne.

## Zgodovina
Polk je bil ustanovljen 15. oktobra 1942 in dodeljen 342. pehotni diviziji.